# Paleókhora
Paleókhora (grec Παλαιόχωρα [pale'oxora], sovint transcrit Palaiochora o Paleochora) és un poble a l'extrem sud-oest de l'illa grega de Creta, del municipi de Pelekanos a la província històrica de Selino, prefectura de Khanià. L'any 2001 tenia uns 2213 habitants.
El poble és a 77 quilòmetres al sud de Khanià, construït sobre una petita península d'aproximadament 400 metres d'ample per 700 metres de llarg sobre el Mar de Líbia. L'economia local es basa sobretot en el turisme de platja, i també en el cultiu de tomàquets sota coberts de plàstic, i les oliveres. Hi ha línies regulars de vaixell amb altres llocs de la costa sud de Creta, com Súgia, Hàgia Rumeli i Chora Sfakion, i també l'illa de Gavdos.
La ruta de senderisme europea E4 passa per Paleókhora.
El 1278 els venecians van construir un castell a la zona de Paleókhora, i el van anomenar "Kastelli Selino", i aquest va donar nom a la regió de "Selino". El 1645 els turcs van conquerir el poble i el castell.